# 류리크가
류리크가(러시아어: Рю́риковичи 류리코비치[*])는 862년에서 1612년까지 루스계 국가들을 군림한 가문이다. 창시자는 노브고로드의 1대 공작인 류리크이다. 류리크가는 862년에서 1240년까지 키예프 루스의 공가로 군림하였으며, 몽골군이 쳐들어오자 키예프 루스는 멸망하였다. 1283년에 류리크 왕조 출신인 다닐 알렉산드로비치에 의해 새로운 루스 공국인 모스크바 공국이 등장하였으며 러시아의 뿌리가 되었다. 우크라이나 지역의 루스 왕국인 갈리치아-볼히니아는 12세기-13세기에 번영하였지만 14세기 무렵 왕가의 단절로 인하여 벨라루스 지역의 루스 공국인 폴로츠크 공국과 함께 리투아니아 대공국에 합병되었다. 이후 류리크가는 1610년 동란 시대까지 러시아 지역의 러시아 차르국을 다스렸으며, 동란 시대 이후에는 로마노프가로 교체되었다.

## 작위

### 노브고로드 공작
- 류리크 1세 (860년–879년)
- 올레크 베시 (879년–912년)

### 키예프 공작 및 대공
- 올레크 베시 (879년–912년)
- 이고리 류리코비치 (912년–945년)
- 키예프의 올가 (945년–962년)
- 스뱌토슬라프 1세 (962년–972년)
- 야로폴크 1세 (972년–980년)
- 블라디미르 1세 (980년–1015년)
- 스뱌토폴크 1세 (1015년–1019년)
- 야로슬라프 1세 (1019년–1054년)
- 이자슬라프 1세 (1054년–1073년, 1076년–1078년)
- 스뱌토슬라프 2세 (1073년–1076년)
- 프세볼로트 1세 (1078년–1093년)
- 스뱌토폴크 2세 (1093년–1113년)
- 블라디미르 모노마흐 (1113년–1125년)
- 므스티슬라프 1세 (1125년–1132년)
- 야로폴크 2세 (1132년-1138년)
- 프세볼로트 2세 (1139년-1146년)
- 이고리 2세 (1146년)
- 이자슬라프 2세 (1146년-1149년, 1151년-1154년)
- 유리 돌고루키 (1149년-1151년, 1155년-1157년)
- 뱌체슬라프 1세 (1151년-1154년)
- 로스티슬라프 1세 (1154년, 1158년-1167년)
- 이자슬라프 3세 (1154년-1155년, 1157년-1158년)
- 므스티슬라프 2세 (1167년-1169년, 1170년)
- 글레프 (1169년, 1170년-1171년)
- 블라디미르 3세 (1171년)
- 미할코 유리예비치 (1171년)
- 로만 로스티슬라비치 (1171년-1173년, 1175년-1177년)
- 프세볼로트 3세 (1173년)
- 류리크 2세 (1173년, 1180년-1182년, 1194년-1202년, 1203년-1206년, 1207년-1210년)
- 스뱌토슬라프 3세 (1174년, 1177년-1180년, 1182년-1194년)
- 야로슬라프 2세 이자슬라비치 (1174년-1175년, 1180년)
- 인그바리 (1202년, 1212년-1214년)
- 로만 므스티슬라비치 (1203년-1205년)
- 로스티슬라프 2세 (1205년-1206년)
- 프세볼로트 4세 (1206년-1207년, 1210년-1212년)
- 므스티슬라프 3세 (1214년-1223년)
- 블라디미르 4세 (1223년-1235년)
- 이자슬라프 4세 (1235년-1236년)
- 야로슬라프 2세 프세볼로도비치 (1236년-1238년)
- 미하일 프세볼로도비치 (1238년-1239년)
- 로스티슬라프 므스티슬라비치 (1239년)

### 트베리 대공
- 이반 미하일로비치 (1400년-1425년)

### 갈리치아-볼히니아 왕
- 로만 2세 므스티슬라비치 (1199년-1205년)
- 다닐로 로마노비치 (1211년-1264년)

### 블라디미르 대공
- 안드레이 돌고루키 (1157년-1174년)
- 미할코 유리예비치 (1175년-1176년)
- 프세볼로트 3세 (1176년-1212년)
- 유리 2세 (1212년-1216년, 1218년-1238년)
- 콘스탄틴 프세볼로도비치 (1216년-1218년)
- 야로슬라프 2세 프세볼로도비치 (1238년-1246년)
- 스뱌토슬라프 3세 (1246년 ~ 1248년)
- 미하일 호로브리트 (1248년)
- 안드레이 2세 (1249년-1252년)
- 알렉산드르 넵스키 (1252년-1263년)
- 야로슬라프 3세 (1263년-1271년)
- 바실리 야로슬라비치 (1272년-1276년)
- 드미트리 알렉산드로비치 (1276년-1281년, 1283년-1294년)
- 안드레이 3세 (1293년-1304년)
- 미하일 야로슬라비치 (1304년-1318년)
- 유리 3세 (1318년-1322년)
- 드미트리 미하일로비치 (1322년-1326년)
- 알렉산드르 미하일로비치 (1326년-1327년)
- 알렉산드르 3세 바실레예비치 (1327년-1328년)
- 이반 1세 (1328년–1340년)

### 모스크바 공작 및 대공
- 다닐 알렉산드로비치 (1283년–1303년)
- 유리 3세 (1303년–1325년)
- 이반 1세 (1325년–1340년)
- 시메온 이바노비치 (1340년–1353년)
- 이반 2세 (1353년–1359년)
- 드미트리 돈스코이 (1359년–1389년)
- 바실리 1세 (1389년–1425년)
- 바실리 2세 (1425년–1462년)
- 이반 3세 (1462년–1505년)
- 바실리 3세 (1505년–1533년)

### 전러시아의차르
- 이반 4세 (무서운 이반, 이반 뇌제) (1533년–1584년), 제1대 차르
- 표도르 1세 (1584년–1598년), 류리크 왕조의 마지막 통치자

## 같이 보기
- 키예프 대공
- 크냐지